# پورت الکساندر (آلاسکا)
پورت الکساندر (به انگلیسی: Port Alexander) شهری در ناحیه سرشماری پیترزبورگ، آلاسکا ایالت آلاسکا است که جمعیت آن در سرشماری سال ۲۰۰۰ میلادی ۸۱ نفر بوده‌است.